# Force publique du Costa Rica
Depuis la suppression de l'armée le 1er décembre 1948, le Costa Rica dispose d'une "force publique" d'environ 8 000 hommes. La défense du territoire costaricien est prise en charge par les Forces armées des États-Unis.

## Histoire
Née sous le nom de Forces de sécurité, elle comprenait alors la Garde Civile (organisée sur le modèle de la Guardia civil et incluant la Garde présidentielle), la Garde d'assistance rurale, le Service de Surveillance maritime, le Service de surveillance aérienne et la Police nationale.

## Missions
La Fuerza Pública de la República de Costa Rica assurent les fonctions d'une police nationale (police judiciaire, sécurité publique et maintien de l'ordre). La police costaricienne est également chargée de la répression du trafic de drogue. Elle comprend également des unités de gardes-frontières.

## Organisation
La FPCR a découpés le pays entre la capitale (San José) et 7 zones provinciales :
- Alajuela ;
- Cartago ;
- Guanacaste ;
- Heredia ;
- Limón ;
- Puntarenas.

Les cantons et districts du Costa Rica disposent également de détachements de la Force Publique.

## Armes en service en 2012
L'armement de cette "force publique" est moderne :
- Revolvers : S&W Modèle 10 et Taurus Modelo 80 en .38 Spécial.
- PA : Beretta 92F, Jericho 941, SIG P226 et S&W M5906 en 9 mm Parabellum. Des Colt M1911a1 (calibre .45) sont également en service
- P-M : Beretta M38/49, Beretta M12, HK MP5 et Uzi/Mini-Uzi. Les États-Unis ont fourni quelques Thompson et M3 Grease Gun dans les années 1950.

## Véhicules
Véhicules utilitaires et de patrouille
- Toyota Land Cruiser
- Toyota Prado
- Toyota Coroya 2014
- Toyota Hilux
- Toyota RAV4
- Toyota Prius
- Minibus Toyota
- Daihatsu Terios
- Motos Yamaha
- Quadricycles Yamaha
- Camion à plateforme Hino Motors
- Mitsubishi L200
- Bestune B70 (en)

## Forces aériennes
Il y a 13 aéronefs disponibles pour le « Servicio de Vigilancia Aérea » (Service de vigilance aérienne) en 2006 :
| Aéronef                           | Type                   | Versions   | En service | Notes |
| --------------------------------- | ---------------------- | ---------- | ---------- | ----- |
| Aero Commander                    | transport utilitaire   | 695        | 1          |       |
| Cessna 206                        | utilitaire             | 206G       | 2          |       |
| Cessna 207                        | utilitaire             |            | 1          |       |
| de Havilland Canada DHC-4 Caribou | transport tactique     |            | 1          |       |
| MD Helicopters MD 500             | hélicoptère utilitaire | MD 500E    | 2          |       |
| MD Helicopters MD 600             | hélicoptère utilitaire | MD 600     | 2          |       |
| PA-31 Navajo                      | utilitaire             |            | 3          |       |
| PA-34 Seneca                      | utilitaire             | PA-34-200T | 1          |       |

Depuis, deux Harbin Y-12E ont été livrés le 29 septembre 2016.